# Abstention de vote en France
Pour des articles plus généraux, voir Abstention et Politique en France.
L'abstention de vote en France (ou abstention en France) a lieu lors d'élections, de référendums et de consultations locales.

## Cadre légal
« L'inscription sur les listes électorales est obligatoire » en vertu de l’article L9 du code électoral, mais aucune sanction n'est prévue. Depuis 1997, la loi prévoit l’inscription d’office sur la liste électorale de la commune du domicile des personnes qui remplissent les conditions d’âge requise.

En France, le vote n'est pas obligatoire au sens juridique : « voter est un droit, c'est aussi un devoir civique » est inscrit sur les cartes électorales. Il n'est obligatoire qu'aux élections sénatoriales pour les grands électeurs (députés et conseillers municipaux, départementaux et régionaux) qui se voient infliger une amende de 100 euros en cas d’abstention, depuis une loi votée en 2004.

## Calcul du taux d'abstention

### Généralités
Le taux d'abstention peut être calculé de différentes manières. En France, le ratio est établi en rapportant le nombre de citoyens s'étant abstenus lors d'un vote au nombre de ceux inscrits sur les listes électorales, à la date du scrutin. Les personnes n'étant pas inscrites sur les listes électorales ne sont donc pas comptées dans les chiffres de l'abstention. Les votes blancs et nuls ne sont pas non plus comptabilisés[réf. nécessaire].

### Estimation des non-inscrits
« L'inscription sur les listes électorales est obligatoire » en vertu de l’article L9 du code électoral, mais aucune sanction n'est prévue. Depuis 1997, la loi prévoit l’inscription d’office sur la liste électorale de la commune du domicile des personnes qui remplissent les conditions d’âge requises. Cela concerne les jeunes dans l’année suivant leur majorité électorale.
Selon plusieurs études de l'Insee, environ 4,9 millions de Français ne sont pas inscrits sur les listes électorales ou croient ne pas l'être (données 2004), chiffre qui varie entre 10 % et 13,3 % du corps électoral sur les neuf dernières années.
En 2007, on estimait que le corps électoral comprenait 44,5 millions d'électeurs pour 62 millions d'habitants.
En 2016, on estimait que le corps électoral comprenait 44,834 millions d'électeurs pour 66 millions d'habitants.[réf. nécessaire]
En 2018, on estimait que le corps électoral comprenait 45,448 millions d'électeurs pour 67 millions d'habitants.
Au 14 avril 2019, le corps électoral comprenait 47,148 millions d'électeurs pour 67 millions d'habitants

## Taux d'abstention

### Depuis 1848
Le taux d'abstention a considérablement varié depuis l'introduction du suffrage universel (masculin) direct en France. L'enthousiasme perceptible aux élections de la Constituante en avril 1848 (18,3 % d'abstentions) laissa très vite place au désenchantement, surtout après les journées de Juin et l'impôt des 45 centimes. Dès l'été, l'abstentionnisme s'envole à l'occasion des élections locales: environ 37 % aux municipales, puis 62 % pour les conseils généraux, enfin 73 % pour les conseils d'arrondissement. La présidentielle de décembre retrouve une certaine faveur, avec seulement 25 % d'abstention. Mais dès 1849, les législatives connaissent le reflux: 32 % d'abstentionnisme, soit 14 points de plus qu'un an auparavant. La suite est contrastée: aux très faibles taux d'abstention observés à chaque plébiscite de 1851, 1852 et 1870, s'oppose une langueur civique aux élections législatives, contre laquelle tenta de lutter le Second Empire. La libéralisation du régime va permettre le retour à la vie civique; l'abstentionnisme s'abaisse à à peine plus de 25 % aux municipales de 1865, et à 22 % aux dernières législatives, celles de 1869.
La Troisième République voit le triomphe du civisme à l'élection reine, les législatives, mais aussi, phénomène beaucoup plus contre-intuitif, aux municipales. Avec des hauts et des bas pour les premières, alors que la participation aux secondes ne faiblit jamais (de 74,5 % en 1874 à 78 % en 1912). Selon l'expression consacrée aux législatives, les élections de combat (1876, 1877, 1885, 1889, 1902, 1906) contrastent avec les élections d'apaisement (1881, 1893, 1898, 1910, 1914) entre autres par leur meilleure participation. En revanche, la participation aux deux autres types d'élection pratiquée à l'époque (celle des conseils d'arrondissement et de département) se tasse jusqu'au tournant du siècle, puis reste stable. Au sein de la Troisième République, l'entre-deux-guerres constitue l'âge d'or de la participation. Dès 1924, les législatives voient fondre les abstentions à moins de 17 % des inscrits; les municipales les suivent de très près, à moins de 17,5 %. Enfin, les années trente connaissent une exacerbation de la vie politique, au point d'arriver en 1936 à un record absolu de participation à des législatives en France (seulement 15,8 % d'abstention en métropole au 1er tour, 15,6 % au second tour), tandis que la participation à l'élection des conseils d'arrondissement tend à rattraper celle des conseils généraux, qui elle-même se rapproche de celle aux législatives (22,5 % en 1937, le record absolu de participation pour des élections départementales en France). 
La suite est beaucoup plus accidentée. La répétition des scrutins politiques en 1946 passe auprès de tous les historiens pour avoir lasser l'opinion. Pourtant, les absentions aux législatives de novembre 1946 n'atteignent pas 22 %. En revanche, la disparition des conseils d'arrondissement n'empêche pas les élections départementales, désormais dites cantonales, de retrouver progressivement leur régime de croisière de la Troisième République, à plus de 40% d'abstention.
Les consultations répétées de 1958 à 1962 finissent, elles, par susciter un véritable fléchissement civique, avec un 31,3 % d'abstention très remarqué aux législatives de novembre 1962 — comme le seront tous les taux aux législatives dépassant les 30 %. Mais c'est l'introduction du suffrage direct dans l'élection du président de la République qui va finir par creuser les écarts de participation entre les différents types de scrutin. Non pas immédiatement, mais après les législatives de 1986, les dernières à se situer au-dessus de 70 % de participation. Dans la période postérieure, il y aura parfois plus du double d'abstention aux élections cantonales, régionales ou européennes par rapport à l'élection maîtresse de la Cinquième République, l'élection présidentielle.

### Élections européennes

Graphique de l'évolution de l'abstention aux élections européennes

| Date         | Abstention |
| ------------ | ---------- |
| 12 juin 1979 | 39,29 %    |
| 17 juin 1984 | 43,28 %    |
| 10 juin 1989 | 51,2 %     |
| 12 juin 1994 | 47,24 %    |
| 13 juin 1999 | 53,24 %    |
| 13 juin 2004 | 57,24 %    |
| 7 juin 2009  | 59,37 %    |
| 25 mai 2014  | 57,57 %    |
| 26 mai 2019  | 49,88 %    |
| 9 juin 2024  | 48,51 %    |

### Élection présidentielle

Graphique de l'évolution de l'abstention aux élections présidentielles

| Année | Date                      | Abstention |
| ----- | ------------------------- | ---------- |
| 1965  | 5 décembre (premier tour) | 15,25 %    |
| 1965  | 19 décembre (second tour) | 15,78 %    |
| 1969  | 1er juin (premier tour)   | 22,41 %    |
| 1969  | 15 juin (second tour)     | 31,15 %    |
| 1974  | 5 mai (premier tour)      | 15,77 %    |
| 1974  | 19 mai (second tour)      | 12,67 %    |
| 1981  | 24 avril (premier tour)   | 18,91 %    |
| 1981  | 10 mai (second tour)      | 14,65 %    |
| 1988  | 24 avril (premier tour)   | 18,62 %    |
| 1988  | 8 mai (second tour)       | 15,94 %    |
| 1995  | 23 avril (premier tour)   | 21,62 %    |
| 1995  | 7 mai (second tour)       | 20,34 %    |
| 2002  | 21 avril (premier tour)   | 28,4 %     |
| 2002  | 5 mai (second tour)       | 20,29 %    |
| 2007  | 22 avril (premier tour)   | 16,23 %    |
| 2007  | 6 mai (second tour)       | 16,03 %    |
| 2012  | 22 avril (premier tour)   | 20,52 %    |
| 2012  | 6 mai (second tour)       | 19,65 %    |
| 2017  | 23 avril (premier tour)   | 22,23 %    |
| 2017  | 7 mai (second tour)       | 25,44 %    |
| 2022  | 10 avril (premier tour)   | 26,31 %    |
| 2022  | 24 avril (second tour)    | 28,01 %    |

### Élections législatives

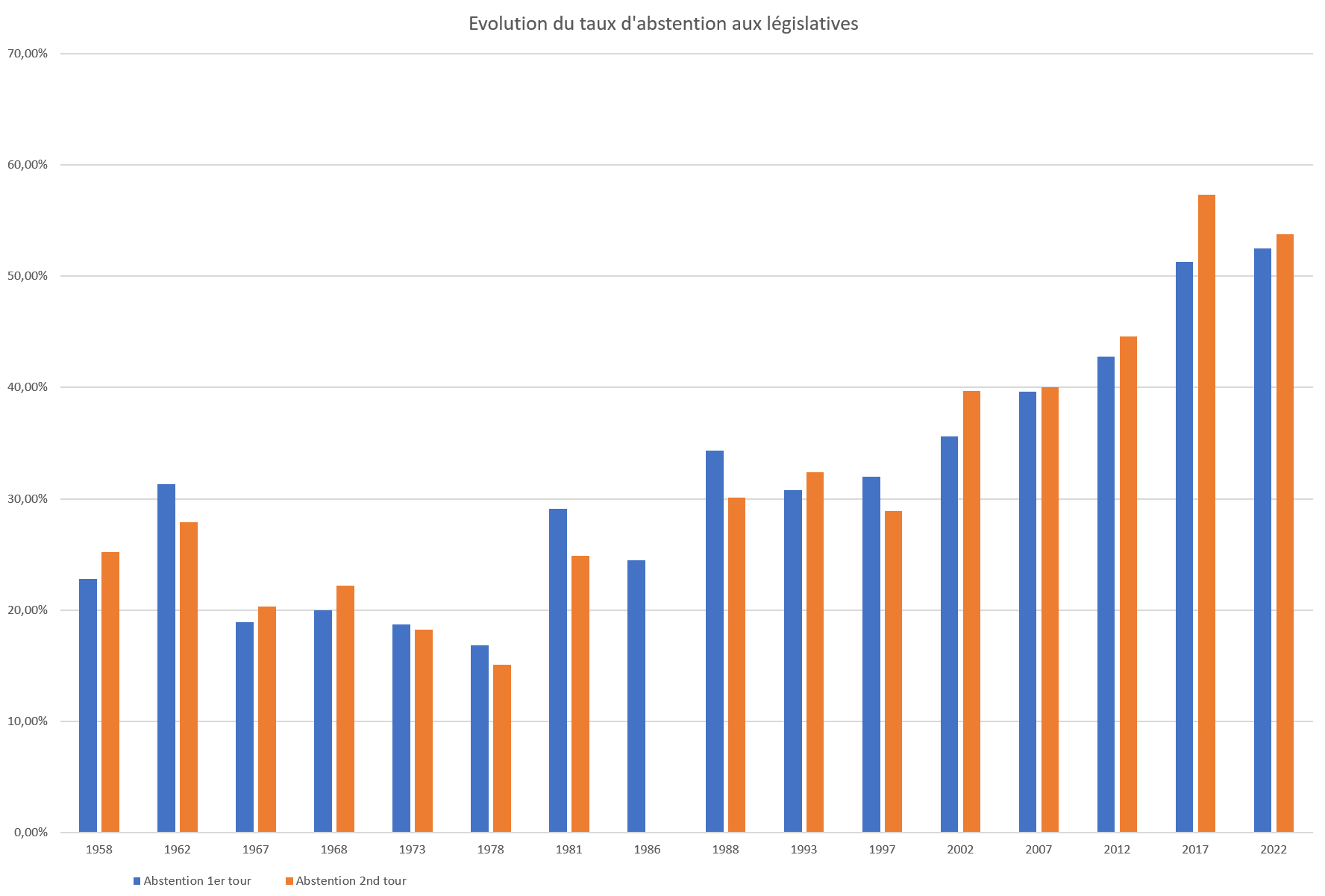
Graphique de l'évolution de l'abstention aux élections législatives

| Année | Date                                              | Abstention |
| ----- | ------------------------------------------------- | ---------- |
| 1958  | 23 novembre (premier tour)                        | 22,82 %    |
| 1958  | 30 novembre (second tour)                         | 23,68 %    |
| 1962  | 18 novembre (premier tour)                        | 31,3 %     |
| 1962  | 25 novembre (second tour)                         | 28 %       |
| 1967  | 5 mars (premier tour)                             | 19,11 %    |
| 1967  | 12 mars (second tour)                             | 20,27 %    |
| 1968  | 23 juin (premier tour)                            | 19,99 %    |
| 1968  | 30 juin (second tour)                             | 22,18 %    |
| 1973  | 4 mars (premier tour)                             | 19,76 %    |
| 1973  | 11 mars (second tour)                             | 19,11 %    |
| 1978  | 12 mars (premier tour)                            | 17,22 %    |
| 1978  | 19 mars (second tour)                             | 15,34 %    |
| 1981  | 14 juin (premier tour)                            | 29,35 %    |
| 1981  | 21 juin (second tour)                             | 25,54 %    |
| 1986  | 16 mars                                           | 21,5 %     |
| 1986  | Pas de second tour : scrutin à la proportionnelle |            |
| 1988  | 5 juin (premier tour)                             | 34,26 %    |
| 1988  | 12 juin (second tour)                             | 30,11 %    |
| 1993  | 21 mars (premier tour)                            | 31,05 %    |
| 1993  | 28 mars (second tour)                             | 32,62 %    |
| 1997  | 25 mai (premier tour)                             | 32,08 %    |
| 1997  | 1er juin (second tour)                            | 28,92 %    |
| 2002  | 9 juin (premier tour)                             | 35,58 %    |
| 2002  | 16 juin (second tour)                             | 39,68 %    |
| 2007  | 10 juin (premier tour)                            | 39,56 %    |
| 2007  | 17 juin (second tour)                             | 40,01 %    |
| 2012  | 10 juin (premier tour)                            | 42,78 %    |
| 2012  | 17 juin (second tour)                             | 44,60 %    |
| 2017  | 11 juin (premier tour)                            | 51,3 %     |
| 2017  | 18 juin (second tour)                             | 57,36 %    |
| 2022  | 12 juin (premier tour)                            | 52,49 %    |
| 2022  | 19 juin (second tour)                             | 53,77 %    |
| 2024  | 30 juin (premier tour)                            | 33,29 %    |
| 2024  | 7 juillet (second tour)                           | 33,37 %    |

### Élections régionales

Graphique de l'évolution de l'abstention aux élections régionales

| Année | Date                      | Abstention |
| ----- | ------------------------- | ---------- |
| 1986  | 16 mars (tour unique)     | 21,73 %    |
| 1992  | 22 mars (tour unique)     | 31,37 %    |
| 1998  | 15 mars (tour unique)     | 41,97 %    |
| 2004  | 21 mars (premier tour)    | 39,16 %    |
| 2004  | 28 mars (second tour)     | 34,34 %    |
| 2010  | 14 mars (premier tour)    | 53,67 %    |
| 2010  | 21 mars (second tour)     | 48,79 %    |
| 2015  | 6 décembre (premier tour) | 50,09 %    |
| 2015  | 13 décembre (second tour) | 41,59 %    |
| 2021  | 20 juin (premier tour)    | 66,72 %    |
| 2021  | 27 juin (second tour)     | 65,31 %    |

### Élections départementales
De 1833 à 2014, ce scrutin est nommé « élections cantonales », puis « élections départementales » à partir de 2015 à la suite du redécoupage cantonal de 2014.

Graphique de l'évolution de l'abstention aux élections départementales

| Année | Date                   | Abstention |
| ----- | ---------------------- | ---------- |
| 2001  | 11 mars (premier tour) | 34,52 %    |
| 2001  | 18 mars (second tour)  | 43,75 %    |
| 2004  | 21 mars (premier tour) | 36,09 %    |
| 2004  | 28 mars (second tour)  | 33,52 %    |
| 2008  | 9 mars (premier tour)  | 35,11 %    |
| 2008  | 16 mars (second tour)  | 44,55 %    |
| 2011  | 20 mars (premier tour) | 55,68 %    |
| 2011  | 27 mars (second tour)  | 55,23 %    |
| 2015  | 22 mars (premier tour) | 49,83 %    |
| 2015  | 29 mars (second tour)  | 50,02 %    |
| 2021  | 20 juin (premier tour) | 66,68 %    |
| 2021  | 27 juin (second tour)  | 65,64 %    |

### Élections municipales

Graphique de l'évolution de l'abstention aux élections municipales

| Année | Date         | Abstention |
| ----- | ------------ | ---------- |
| 1959  | Premier tour | 25,2 %     |
| 1959  | Second tour  | 26,1 %     |
| 1965  | Premier tour | 21,8 %     |
| 1965  | Second tour  | 29,2 %     |
| 1971  | Premier tour | 24,8 %     |
| 1971  | Second tour  | 26,4 %     |
| 1977  | Premier tour | 21,1 %     |
| 1977  | Second tour  | 22,4 %     |
| 1983  | Premier tour | 21,6 %     |
| 1983  | Second tour  | 20,3 %     |
| 1989  | Premier tour | 27,2 %     |
| 1989  | Second tour  | 26,9 %     |
| 1995  | Premier tour | 30,6 %     |
| 1995  | Second tour  | 30 %       |
| 2001  | Premier tour | 32,6 %     |
| 2001  | Second tour  | 31 %       |
| 2008  | Premier tour | 33,46 %    |
| 2008  | Second tour  | 34,8 %     |
| 2014  | Premier tour | 36,45 %    |
| 2014  | Second tour  | 37,87 %    |
| 2020  | Premier tour | 55,25 %    |
| 2020  | Second tour  | 58,6 %     |

### Référendums
| Date              | Sujet | Abstention |
| ----------------- | --- | ---------- |
| 28 septembre 1958 | Référendum constitutionnel : Constitution du 4 octobre 1958 (Cinquième République)                         | 19,37 %    |
| 8 janvier 1961    | Autodétermination de l'Algérie                                                                             | 26,25 %    |
| 8 avril 1962      | Accords d'Évian                                                                                            | 24,67 %    |
| 28 octobre 1962   | Référendum constitutionnel : élection au suffrage universel direct du président de la République française | 23,03 %    |
| 27 avril 1969     | Référendum constitutionnel : création des régions et réforme du Sénat                                      | 19,87 %    |
| 23 avril 1972     | Élargissement des Communautés européennes                                                                  | 39,76 %    |
| 3 novembre 1988   | Autodétermination de la Nouvelle-Calédonie                                                                 | 63,11 %    |
| 20 septembre 1992 | Traité de Maastricht                                                                                       | 30,3 %     |
| 24 septembre 2000 | Référendum constitutionnel : quinquennat présidentiel                                                      | 69,81 %    |
| 29 mai 2005       | Traité établissant une Constitution pour l'Europe                                                          | 30,67 %    |

### Consultations locales
| Date            | Sujet | Abstention |
| --------------- | --- | ---------- |
| 6 juillet 2003  | Référendum de 2003 en Corse : fusion des deux conseils généraux de Haute-Corse et de Corse-du-Sud au sein d’une collectivité territoriale unique | 39,17 %    |
| 7 décembre 2003 | Consultations sur les modifications de statut territorial en Outre-mer : création à Saint-Martin d'une collectivité d'outre-mer                  | 55,82 %    |
| 7 décembre 2003 | Consultations sur les modifications de statut territorial en Outre-mer : création à Saint-Barthélemy d'une collectivité d'outre-mer              | 21,29 %    |
| 7 décembre 2003 | Consultations sur les modifications de statut territorial en Outre-mer : création en Guadeloupe d'une collectivité territoriale unique           | 49,66 %    |
| 7 décembre 2003 | Consultations sur les modifications de statut territorial en Outre-mer : création en Martinique d'une collectivité territoriale unique           | 56,06 %    |
| 10 janvier 2010 | Référendum guyanais (1er référendum) : plus large autonomie à la région                                                                          | 51,84 %    |
| 10 janvier 2010 | Référendum martiniquais (1er référendum) : plus large autonomie à la région                                                                      | 44,65 %    |
| 24 janvier 2010 | Référendum guyanais (2e référendum) : fusion du département unique et de la région en une seule collectivité territoriale                        | 72,58 %    |
| 24 janvier 2010 | Référendum martiniquais (2e référendum) : fusion du département unique et de la région en une seule collectivité territoriale                    | 64,19 %    |
| 7 avril 2013    | Référendum sur la Collectivité territoriale d'Alsace                                                                                             | 64,04 %    |

## Raisons de l'abstention
(juillet 2024).
- Si vous ne connaissez pas le sujet, laissez ce bandeau (vous pouvez alors contacter les auteurs).
- Si vous supprimez le contenu mis en cause (vous pouvez préalablement contacter les auteurs),

argumentez précisément cette suppression dans la page de discussion
(un manque de référence n'est pas un argument ; une recherche réelle de référence doit avoir été effectuée, être formellement documentée).

### Causes générales
En France, l'abstention serait influencée par un sentiment de non-représentation politique, sur quatre points :
- l’alternance politique semble assez inutile lorsqu'elle ne résout pas des problèmes majeurs comme le chômage[réf. nécessaire].
- la méfiance de la population française à l’égard des représentants politiques en raison de la succession de scandales[17] et d'affaires financières.
- le comportement des partis politiques éloignerait les personnalités politiques des problèmes réels de la société[18].
- le désengagement des électeurs[19].

Le niveau de la catégorie socio-professionnelle affecterait l’abstentionnisme en France : les CSP « basses » s'abstiennent plus alors que les CSP niveau d’études élevé s'impliquent davantage
Dans une étude parue début 2015, le chercheur en sciences politiques Vincent Pons affirme que : « Nous avons souvent tendance à surestimer les motifs politiques de l’abstention, alors que la composante sociologique est également très forte ». Alors que la participation est homogène en 2012, la participation oscille au niveau national entre 64 % et 94 % (soit une amplitude de 30 %), en 2014, le spectre s'élargit entre 34 % et 82 % (soit 48 % d'amplitude) en prenant appui sur l'élection présidentielle de 2012 et européennes de 2014. S'appuyant sur le cas non spécifique de Perpignan et du département des Pyrénées-Orientales, il observe que l'amplitude est d'autant plus importante que la participation globale est faible, notamment dans les zones urbaines. Ainsi le différentiel passe de 4 points en 2012 à 9 points en 2014 pour les Pyrénées-Orientales. Dans le cas de la ville de Perpignan, il observe qu'en 2014 le reflux frappe particulièrement les zones où le parti vainqueur de la présidentielle de 2012 s'était imposé.

### Analyse des élections de 2017
Alors que le second tour des élections législatives de 2017 établit un nouveau record d'abstention pour ce type de scrutin, Céline Braconnier estime qu'elle a été favorisée par le profil jusqu'alors peu clivant du président de la République Emmanuel Macron : « Beaucoup nous disent s’attendre à "en prendre plein la tête". Mais Emmanuel Macron n’est pas assez clivant pour les mobiliser contre lui. Ces abstentionnistes sont dans une indifférence teintée d’appréhension mais pas dans l’opposition ». L'abstention est particulièrement forte chez les moins de 30 ans : « Les jeunes ne vont plus voter quand ils ne comprennent pas pourquoi on leur demande de se rendre aux urnes. Les personnes âgées, elles, y vont encore par devoir et n’arrivent pas à entraîner leurs enfants. Pour la présidentielle [2017], on a vu voter des familles. Là, seulement les parents ». En 2023, Jean Massiet, streamer de vulgarisation politique sur la plateforme Twitch, estime sur France Bleu que « les jeunes adorent la politique […], en revanche [ils] boudent les formes traditionnelles de la politique, c’est-à-dire le bon vieux bulletin de vote, les cartes d’adhésion à un parti ou à un syndicat ».
En 2017, l'abstention lors de la présidentielle s'est élevée à 22,23 % le 23 avril (premier tour) et à 25,44 % le 7 mai (second tour) soit plus d'un électeur français sur quatre.
Les électeurs ont pu voter lors de 4 scrutins : deux pour l’élection présidentielle et deux pour les élections législatives. L'Insee a analysé les abstentions lors de ceux-ci : 14 % des électeurs se sont abstenus à tous les tours de scrutin et 86 % ont voté à au moins un des quatre tours ; 35 % ont voté à tous les tours des élections et 51 % ont voté par intermittence. Deux inscrits sur dix n’ont voté qu’aux deux tours de la présidentielle. Les élections législatives mobilisent beaucoup moins que la présidentielle : 85 % des inscrits ont voté au moins une fois à la présidentielle contre 58 % aux législatives. Les inscrits qui s’abstiennent systématiquement aux élections de 2017 sont plus souvent jeunes (moins de 30 ans) ou âgés (80 ans ou plus), ils sont aussi plus souvent sans diplôme, ils ont un niveau de vie plus faible et sont plus souvent inactifs ou ouvriers que les autres inscrits.
Les chercheurs en sciences politiques Céline Braconnier et Jean-Yves Dormagen remarquent lors de la présidentielle de 2017 que les deux bureaux test qu'ils étudient au long cours, l'un dans le quartier parisien du Marais l'autre dans le quartier des Cosmonautes à Saint-Denis que la participation atteignait 85,3 % dans le premier et seulement 65,2 % à Saint-Denis. Ils notent qu'un retraité, diplômé du supérieur, âgé entre 65 et 70 ans, avait ainsi une probabilité de 98 % d’avoir voté au premier tour de la présidentielle de 2012, quand une ouvrière non diplômée, ayant entre 18 et 24 ans, présentait une probabilité de 33 % de s’être abstenue. La jeunesse, l'absence d’études, ainsi que le fait d'appartenir aux classes populaires sont autant de facteurs qui favorisent l’abstention. Si le bureau étudié à Saint-Denis a placé Jean-Luc Mélenchon en tête avec 48,5 % des voix et celui de Paris Emmanuel Macron avec 46,1 % des suffrages, les chercheurs remarquent que le différentiel de participation profite au candidat d'En marche !.

#### Analyse de l'abstention lors des élections de 2022
En 2022 ont eu lieu une élection présidentielle (2 tours) et des élections législatives (2 tours). L'INSEE a consacré une étude à l'abstention lors de ces scrutins dont il ressort :
1. permanence ou intermittence de l'abstention : 16 % des électeurs inscrits n’ont voté à aucun tour de ces scrutins, 36 % ont voté à tous les tours et 48 % ont voté par intermittence.
2. abstention plus forte pour les élections législatives :  "tous les âges, il est plus fréquent de voter à la présidentielle qu’aux législatives mais la préférence pour l’élection présidentielle est d’autant plus marquée que les inscrits sont jeunes. Ainsi, parmi les inscrits de moins de 30 ans, 74 % ont voté au moins une fois à la présidentielle contre 35 % aux législatives, soit un écart de près de 40 points".
3. La participation croît avec le niveau de vie et de diplôme : "30 % d’abstention systématique chez les inscrits non diplômés, contre 10 % chez les diplômés du supérieur. L’abstention systématique est particulièrement élevée dans les quartiers prioritaires de la politique de la ville et dans les départements d’outre-mer".

### Cas particuliers

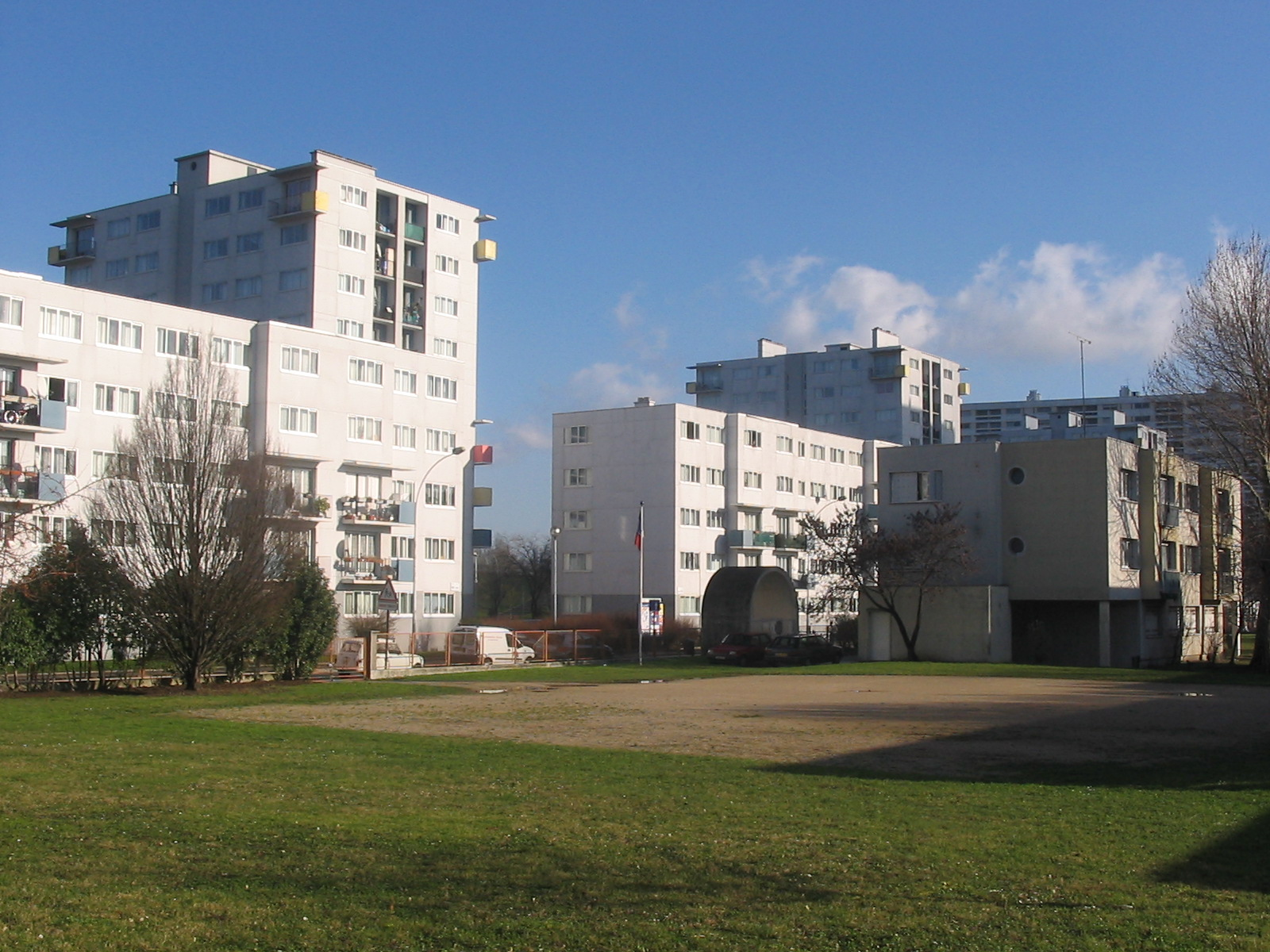
Vue de la cité des Cosmonautes à Saint-Denis (Seine-Saint-Denis)

Céline Braconnier et Jean-Yves Dormagen ont étudié sur une longue durée la cité des Cosmonautes à Saint-Denis, dans la banlieue nord de Paris,,[à développer].
Lors du second tour des législatives de 2017, aucun électeur sur les quinze inscrits du village drômois de Pennes-le-Sec n'a émis de bulletin de vote, soit un taux d'abstention de 100%. Au contraire, tous les électeurs, soit une quarantaine de personnes, du village Le Champ-de-la-Pierre dans l'Orne ont pris l'habitude de tous voter à chaque élection, soit un taux de participation de 100 %[réf. nécessaire].